# Lycra

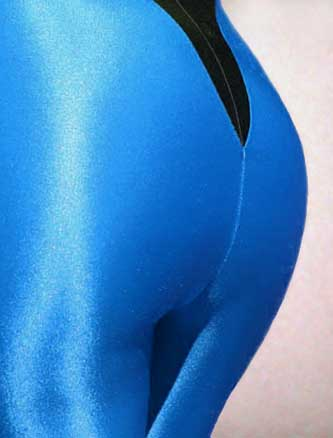
Lycra zwemkleding

Lycra is een handelsnaam van Invista (voorheen DuPont) voor een elastomeer dat uit polyurethaan (PUR) bestaat en gebruikt wordt in de textielindustrie als een synthetisch rubber. De internationale gestandaardiseerde afkorting (ISO) voor elastomeren is EA. Andere merknamen zijn Elastan, Dorlastan en Spandex. De rek van polyurethaan is het grootste van alle textiele materialen en is 500 à 600 %. Het wordt veel gebruikt in zwemkleding, overige sportkleding, sokken/kousen, elastische boorden, geweven stoffen die een (lichte mate van) rek hebben voor een beter draagcomfort (bijvoorbeeld pantalons) en daar waar ondersteuning van, of druk op het lichaam gewenst is. Bijvoorbeeld is druk gewenst in medische elastische kousen om de bloedsomloop te helpen. Bij boorden, nauwsluitende zwemkleding en overige sportkleding zijn rek en (blijvende) aansluiting op het lichaam gewenst. Lycra is in verschillende diktes verkrijgbaar en verschillende structuren (variatie is voornamelijk: de hoeveelheid kleinere draden waaruit de uiteindelijke draad bestaat).
Lycra is doorgaans transparant, glanst en is stroef. Veel wordt de draad omsponnen (omwonden / 'kernomsponnen') met een andere draad, zoals polyester, om de draad andere eigenschappen te geven. De kleur kan hiervoor een reden zijn, maar ook het aanvoelen op de huid, aanpassing van de druk-rekverhouding, begrenzing van de rek en/of verwerkbaarheid tijdens breien of weven. 
Lycra en andere polyurethaan draden hebben het gebruik van natuurrubber (Latex) in de textiel verdrongen tot een minimum. Natuurrubber heeft iets minder rek en is minder bestand tegen bepaalde chemicaliën, verouderings- en lichtinvloeden. Bij natuurrubber is verder een dikkere draad nodig om dezelfde sterkte te realiseren. Rubber wordt nog wel gebruikt, bijvoorbeeld om een product zo natuurlijk mogelijk te maken of wanneer een bepaalde rek-drukverhouding in het textiel van belang is.